# Saint Vincent Passage
Saint Vincent Passage – kanał morski łączący Morze Karaibskie z otwartym Oceanem Atlantyckim, położony między wyspami Saint Lucia (na północy) i Saint Vincent (na południu). Ma 23 mile (37 km) szerokości, od 4,5 mili (7,2 km) do 10 mil (16 km) długości oraz od 100 sążeń (600 ft; 180 m) do 1000 sążeń (6000 ft; 1800 m) głębokości. 23 maja 1942 roku na terenie kanału zatonął parowy statek handlowy Watsonville. W 1997 roku podczas burzy na terenie kanału zaginął windsurfer Inigo Ross, reprezentant Antigui i Barbudy na Letnich Igrzyskach Olimpijskich 1984.